# 로드 헐
로드니 스티븐 헐(Rodney Stephen Hull, 1935년 8월 13일 ~ 1999년 3월 17일)은 영국의 잉글랜드 출신 희극인이다. 켄트주 셰피섬 출신인 그는 오스트레일리아의 새 에뮤 인형과 같이 등장하는 것으로 유명하다. 자식은 토비 등 6명이있다.

## 같이 보기
- 에뮤 (인형)
- Emu's TV programmes